# Killer Joe
Killer Joe (Brasil: Killer Joe - Matador de Aluguel ) é um filme estadunidense de 2011 do gênero suspense policial, dirigido por William Friedkin e escrito por Tracy Letts, baseado em uma peça de teatro de sua autoria.
O elenco inclui Matthew McConaughey, Emile Hirsch, Juno Temple, Gina Gershon e Thomas Haden Church.

## Sinopse
No oeste de Dallas, Texas, Killer Joe é um detetive, mas também um assassino por encomenda. Quando Chris, um traficante de 22 anos, tem seu estoque roubado pela própria mãe, deve rapidamente pagar sua dívida, senão será assassinado. Chris decide assassinar sua mãe, para coletar os 50 mil dólares do seguro de vida da mãe. Recorrendo a Killer Joe, que inicialmente recusa, porque só é pago adiantado, mas ele abre uma exceção contanto que Dottie, a sedutora irmã mais nova de Chris, sirva de garantia sexual até o dia do pagamento.

## Elenco
- Matthew McConaughey como "Killer" Joe Cooper
- Emile Hirsch como Chris Smith
- Juno Temple como Dottie Smith
- Gina Gershon como Sharla Smith
- Thomas Haden Church como Ansel Smith
- Marc Macaulay como Digger Soames